# Ian R. MacLeod
Ian R. MacLeod (* 1956 in Solihull, England) ist ein britischer Science-Fiction- und Fantasy-Autor.

## Leben
Ian R. MacLeod wurde in Solihull, einer Stadt nahe Birmingham, als Sohn eines schottischen Vaters und einer Mutter aus Birmingham geboren, die einander kennengelernt hatten, als sie im Zweiten Weltkrieg gemeinsam an der Ostküste stationiert gewesen waren. In der Schule durchschnittlich, verfehlte er die Anforderungen für die höhere Bildung, gelangte aber durch gute Leistungen dennoch zum Jurastudium und arbeitete in öffentlichen Verwaltungen. 1990 gab er diesen Broterwerb auf und wurde freier Autor; zunächst schrieb er Kurzgeschichten, von denen die erste 1989 im Magazin Interzone publiziert wurde.
Unter anderem schrieb MacLeod die Romane The Light Ages (dt.: Aether) und The House of Storms. Beide spielen in einem Paralleluniversum des 19. Jahrhunderts in England, wo „Aether“, ein Stoff, der durch den Verstand kontrolliert werden kann, die Gesellschaft und die technologische Entwicklung maßgeblich beeinflusst hat.
1997 veröffentlichte MacLeod seinen ersten Roman The Great Wheel und gewann den Locus Award in der Rubrik Bester Erstlingsroman des Jahres.
Seine kürzeren Werke finden sich in den Sammelbänden Breathmoss and Other Exhalations und Voyages by Starlight. Die Erzählung The Summer Isles gewann ein Jahr später (1998) den Sidewise Award für alternative Geschichte. Außerdem erhielt die Geschichte den World Fantasy Award. Obwohl sie ursprünglich in Roman-Länge geschrieben war, veröffentlichte MacLeod lediglich eine gekürzte Version. Die erst 2005 erschienene Originalfassung gewann im Folgejahr ebenfalls den Sidewise Award. 
2000 gewann er zudem ein weiteres Mal den World Fantasy Award für seine Novelle The Chop Girl. 2008 erschien sein Roman Song of Time, mit dem er sowohl den Arthur C. Clarke Award als auch den John W. Campbell Memorial Award gewann.

## Werke
Romane
- 1997 The Great Wheel
- 2003 The Light Ages
  - dt.: Aether, übersetzt von Barbara Slawig, Klett-Cotta, Stuttgart 2005, ISBN 3-608-93772-2
- 2005 The House of Storms
- 2005 The Summer Isles (erweiterte Fassung einer Erzählung von 1998)
- 2008 Song of Time
- 2011 Wake Up And Dream

Kurzgeschichtensammlungen
- 1996 Voyages by Starlight
- 2004 Breathmoss and other Exhalations
- 2006 Past Magic
- 2010 Journeys
- 2013 Snodgrass and Other Illusions: The Best Short Stories of Ian R. MacLeod
- 2015 Frost on Glass
- 2017 Red Snow

## Auszeichnungen
- 1998 Locus Award, The Great Wheel, Bester Erstlingsroman
- 1999 World Fantasy Award, The Summer Isles, Beste Novelle
- 2000 World Fantasy Award, The Chop Girl, Beste Kurzform
- 2005 Sidewise Award, The Summer Isles, Long Form Award
- 2009 John W. Campbell Memorial Award, Song of Time, Bester Roman
- 2009 Arthur C. Clarke Award, Song of Time, Bester Roman
- 2011 Sidewise Award, Wake Up and Dream, Long Form Award